# Estadio Nueva Condomina
Das Estadio Nueva Condomina (durch Sponsoringvertrag offiziell Estadio Enrique Roca de Murcia) ist ein Fußballstadion in Churra, rund 4,6 km nördlich des Zentrums der spanischen Stadt Murcia, Autonome Gemeinschaft Murcia. Es ist die Heimspielstätte des Fußballvereins Real Murcia, der gegenwärtig in der drittklassigen Primera Federación spielt. Es ersetzte das Estadio La Condomina im Stadtzentrum von Murcia. Es war von 1924 bis 2006 die Heimat von Real Murcia.

## Geschichte
Das Eröffnungsspiel fand am 11. Oktober 2006 zwischen den Fußballnationalmannschaften von Spanien und Argentinien statt und endete mit 2:1 für die Heimmannschaft. Den ersten Treffer erzielte Xavi. Die erste Ligapartie von Real Murcia wurde am 26. November 2006 gegen Real Valladolid ausgetragen. Das „Nueva Condomina“ bietet auf seinen Rängen 31.179 Sitzplätze. Dazu zählen 163 Plätze in der Ehrenloge, 364 V.I.P.-Plätze, 32 Privatlogen (für 13 bis 17 Personen), ein Bereich mit 160 behindertengerechten Plätzen sowie weitere 128 Plätze für Presse und Journalisten. Angeschlossen an die Spielstätte ist ein Einkaufszentrum, das ebenfalls den Namen Nueva Condomina trägt.
Im Dezember 2019 erhielt das Stadion den Sponsorennamen „Estadio Enrique Roca de Murcia“. Für den Vertrag über vier Jahre mit Real Murcia zahlt der Geschäftsmann Enrique Roca fast eine Mio. Euro.
Am 4. Mai 2023 stellte die Stadt Murcia Ausbaupläne, im Rahmen der gemeinsamen Bewerbung Spaniens mit Portugal und Marokko für die Fußball-Weltmeisterschaft 2030, vor. Es soll für 70 Mio. Euro auf 45.179 Plätze erweitert werden. Zunächst soll das Stadion in der ersten Phase grundsaniert werden. In der zweiten Phase ist der Bau eines Oberrangs geplant, die die Kapazität auf rund 45.000 Plätze erhöhen soll. In der dritten und letzten Phase sind Außenarbeiten, wie die Verbesserung der Parkmöglichkeiten, vorgesehen. Die Flutlichtanlage soll an die Standards der FIFA angepasst werden. Dazu gehört auch eine Photovoltaikanlage mit einer Fläche von 6000 m² Fläche. Sie soll dafür sorgen, dass 75 % des gesamten Stromverbrauchs aus erneuerbaren Energien stammen. Bis jetzt stehen 15 spanische Stadien auf einer vorläufigen Liste, die auf 11 gekürzt werden soll. Noch steht nicht fest, wann der spanische Verband RFEF über die endgültige Liste entscheiden wird. Die Bewerbungsunterlagen müssen bis April 2024 der FIFA vorgelegt werden.

## Länderspiele
Im Estadio Nueva Condomina fanden bisher vier Länderspiele der spanischen Fußballnationalmannschaft der Männer und eines der Frauen statt. Ein weiteres Testspiel trugen die Frauen am 23. Januar 2002 im alten Estadio La Condomina gegen die schwedische Fußballnationalmannschaft (0:0) aus.
Männer
- 11. Okt. 2006:  Spanien –  Argentinien 2:1 (Freundschaftsspiel) – 33.000 Zuschauer[4]
- 06. Sep. 2008:  Spanien –  Bosnien und Herzegowina 1:0 (Qualifikation zur WM 2010) – 29.152 Zuschauer[5]
- 08. Juni 2010:  Spanien –  Polen 6:0 (Freundschaftsspiel) – 30.000 Zuschauer[6]
- 07. Juni 2017:  Spanien –  Kolumbien 2:2 (Freundschaftsspiel) – 31.179 Zuschauer[7]

Frauen
- 07. Juni 2018:  Spanien –  Israel 2:0 (Qualifikation zur WM 2019) – 3368 Zuschauer[8]

## Galerie

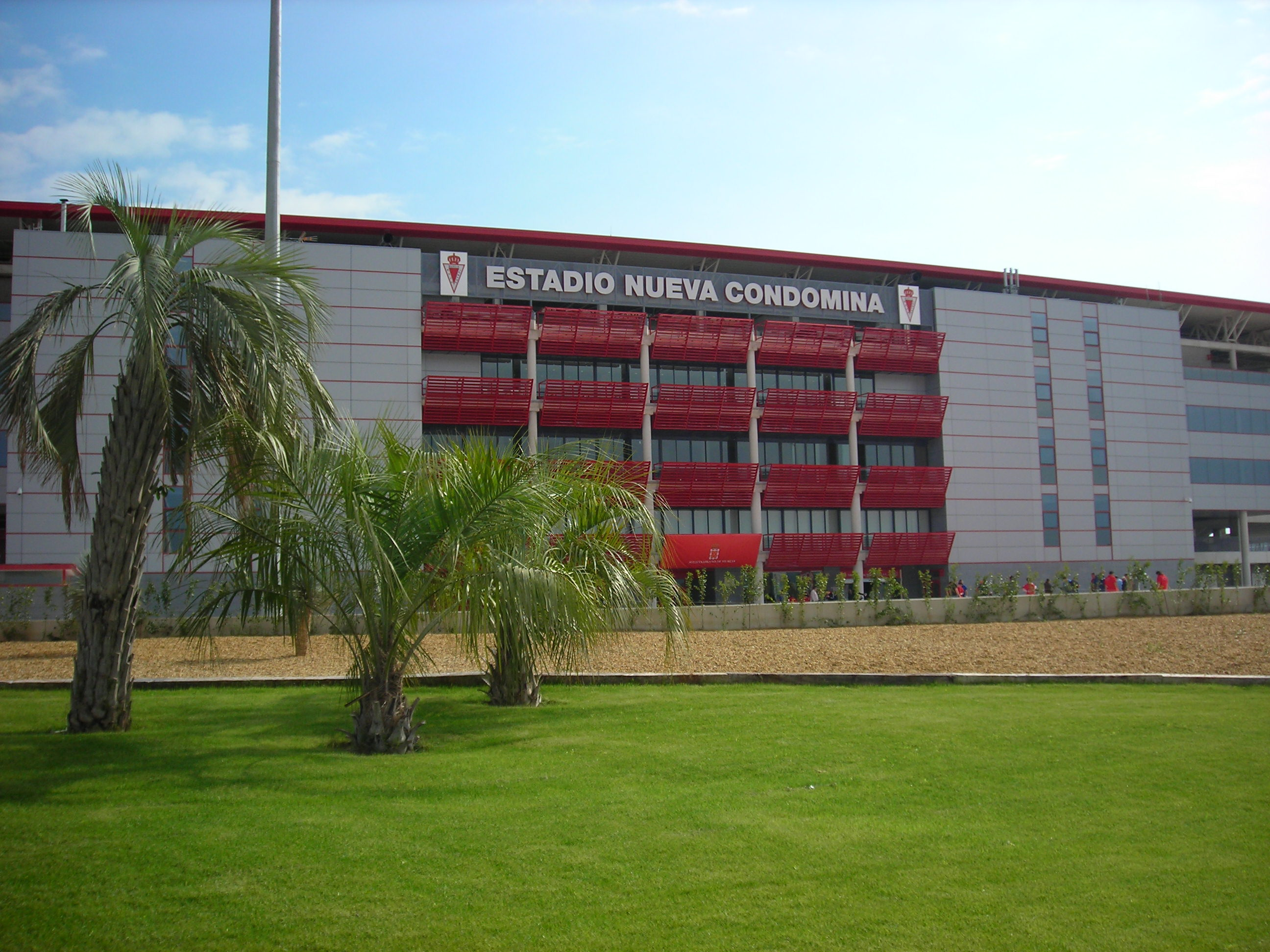
Fassade des „Nueva Condomina“ (Oktober 2007)
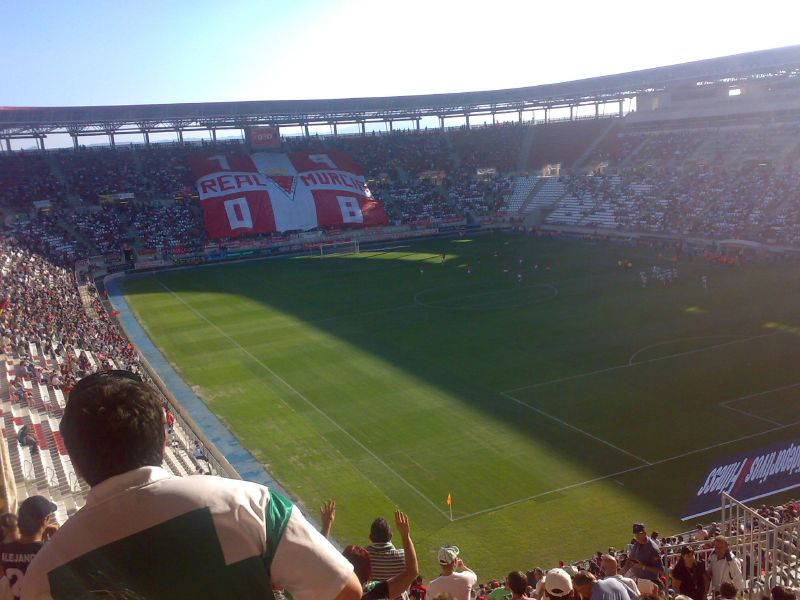
Blick in den Innenraum im Oktober 2008 beim Spiel Real Murcia gegen FC Elche (1:0)